# کوارتت زهی شماره ۳ (بتهوون)
کوارتت زهی شماره ۳، اثر لودویگ فان بتهوون، در رِ ماژور، اُپوس ۱۸، شمارهٔ ۳، یک کوارتت زهی برای دو ویولن، یک ویولا، و یک ویولنسل است که آهنگساز آن را میان سال‌های ۱۷۹۸ و ۱۸۰۰ در چهار موومان تصنیف کرد و در سال ۱۸۰۱ انتشار یافت.
گرچه در نام این کوارتت «شماره ۳» ذکر شده، نخستین کوارتت زهی‌ای است که بتهوون تصنیف کرده‌است.
بتهوون کوارتت‌های شش‌گانهٔ اپوس ۱۸ (ازجمله این کوارتت) را به شاهزاده یوزف فرانتس فون لوبکوویتس تقدیم کرد.

## ساختار
کوارتت زهی شماره ۳ چهار موومان دارد:
1. آلگرو (در ر ماژور)
2. آداژیو کانتابیله ـ آلگرو ـ تِمپوی اول (در دو ماژور)
3. آلگرو (در رِ ماژور)
4. پرِستو (در رِ ماژور)

مایکل اشتاینبرگ (۱۹۲۸–۲۰۰۹)، موسیقی‌شناس و منتقد موسیقی، دربارهٔ این اثر گفته‌است: «[از میانِ کوارتت‌های پنج‌گانهٔ اپوس ۱۸ بتهوون]، این لطیف‌ترین و مؤثرترین اثرِ غنایی است»، به استثنای موومان چهارم، که در آن، «بتهوون ابتدا ایدهٔ تغییر مرکز ثقل به سمتِ پایانِ یک اثرِ چندموومانه سوق می‌دهد».
موومان اول با زمینه‌ای ملایم و آرام آغاز می‌شود:

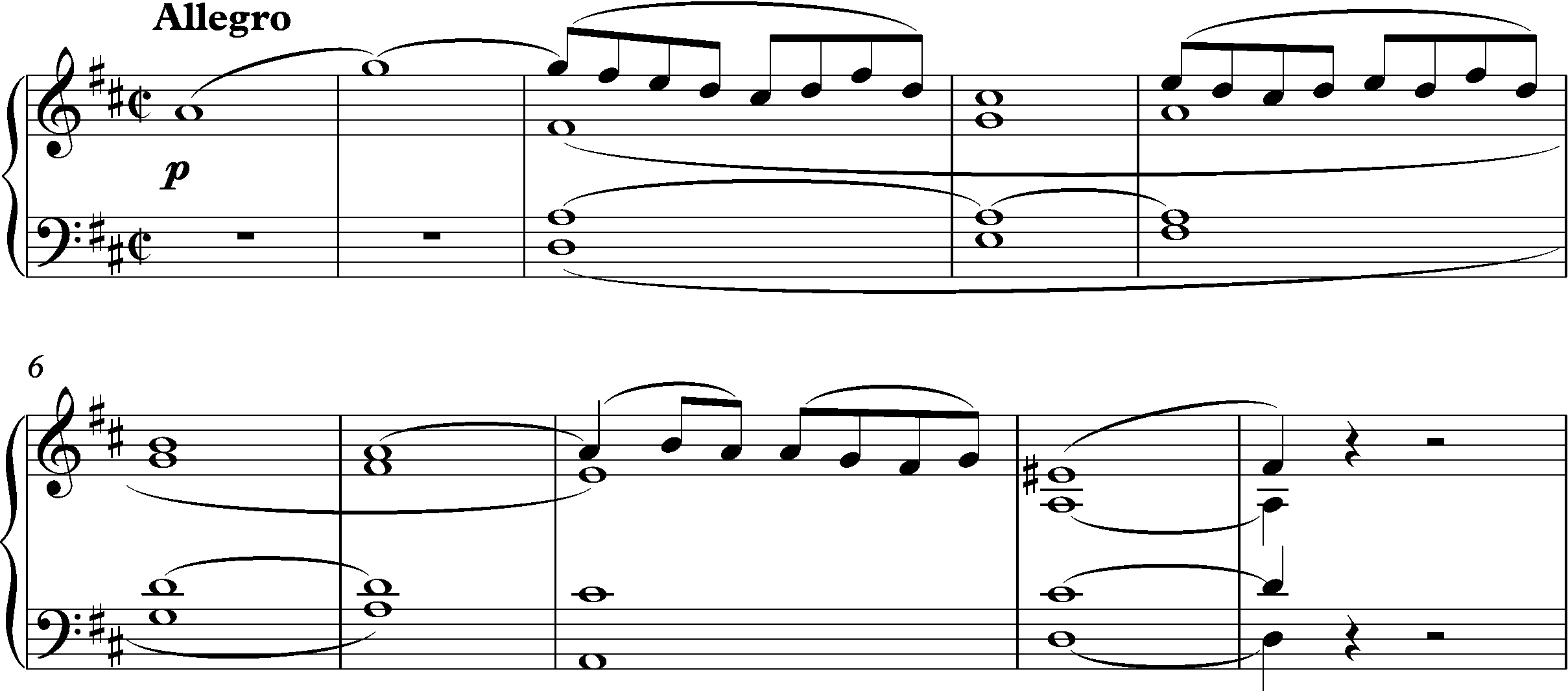
گشایشِ کوارتت زهیِ شماره ۳ بتهوون [https://www.youtube.com/watch?v=LDgKMX_KXQE (پیوند به یوتیوب)

بازگشت این زمینه در آغازِ تکرار، آن را در پرتوی کاملاً متفاوت نشان می‌دهد. فیلیپ رادکلیف (۱۹۶۵، ص۲۴) این لحظه را به‌عنوان «تصوری زیبا» توصیف می‌کند. برستاین (۱۹۹۸، ص۲۹۵) پیشرفتِ هارمونیکِ چشمگیر و غیرمعمول در پایانِ بخشِ گشایش را «نفس‌گیر» توصیف می‌کند.

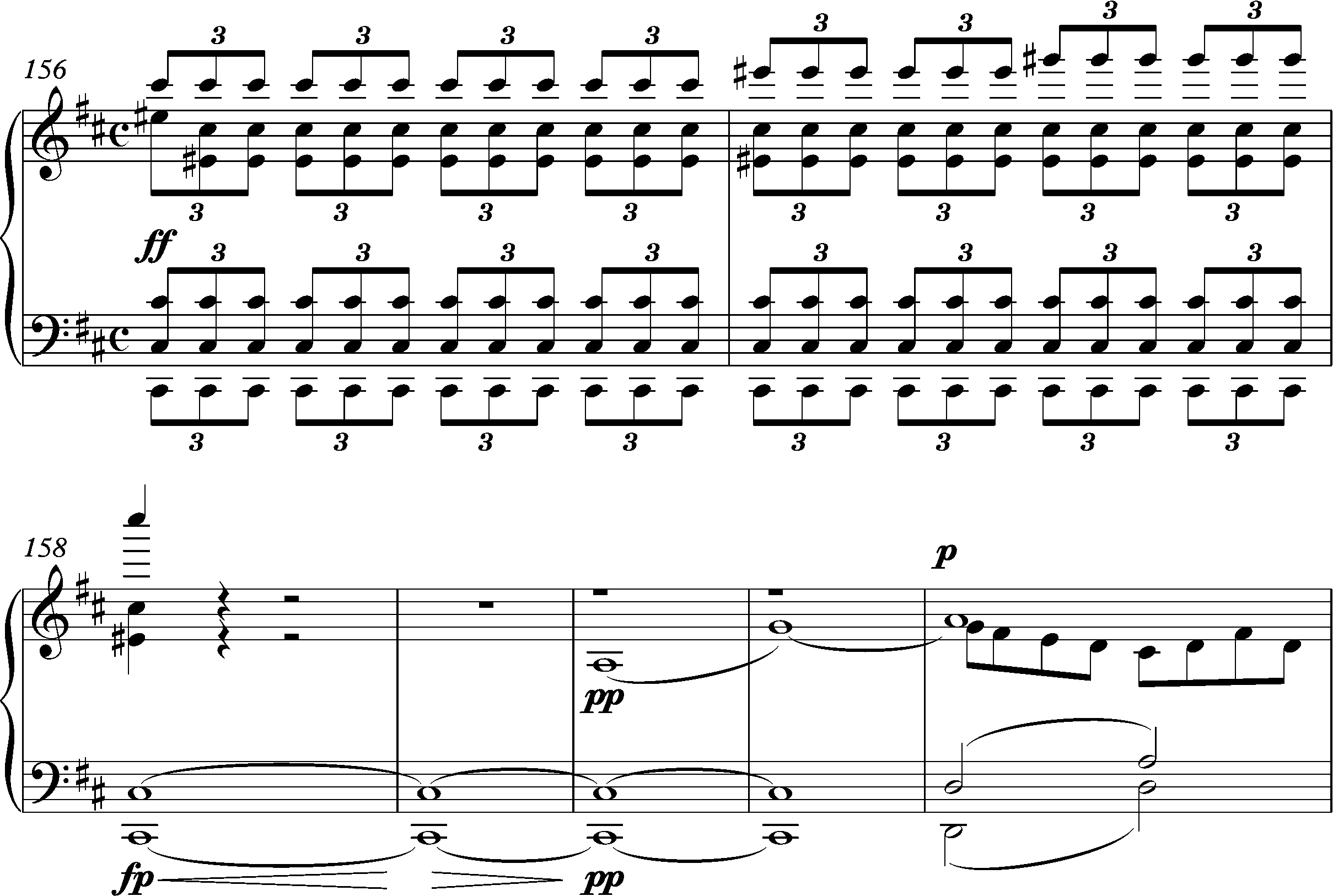
کوارتت زهیِ شماره ۳ بتهوون، موومان اول، میزان‌های ۱۵۶ تا ۱۶۲ [https://www.youtube.com/watch?v=LDgKMX_KXQE&t=5m11s (پیوندِ پاساژ به یوتیوب)

تفسیرِ دوبارهٔ ناگهانیِ دو دیِز، نوعی بحرانِ تونال را ایجاد می‌کند که انشعابِ ساختاریِ عمیقی در سراسرِ موومان را باعث می‌شود. بتهوون در این کوارتت، با شیوهٔ بی‌نظیرِ خود در رویارویی با پیامدهای این استراتژیِ غیرمعمول، دین خود را به استادش، یوزف هایدن، ادا می‌کند. همچنین، خلاقیتِ فردیِ خارق‌العاده و بینشِ هنریِ نبوغ‌آمیزِ آهنگساز به‌وضوح در آن دیده می‌شود.